# Grand commandeur de l'Outre-mer
Grand-commandeur de l'outre-mer ou grand commandeur deçà mer est un titre personnel traditionnel généralement attribué à un chevalier hospitalier faisant partie du « conseil ordinaire » du grand maître de l'ordre des Hospitaliers de Saint-Jean de Jérusalem. Ses fonctions sont le contrôle des prieurés d'Occident avec l'objectif de mieux faire rentrer au couvent les responsions.
Dans la seconde moitié du XIIIe siècle, Il y a une première division des fonctions de grand-commandeur d'Outre-mer, par la création de grands commandeurs territoriaux :
- grand commandeur de France ;
- grand commandeur d'Allemagne et d'Europe centrale ;
- grand commandeur d'Italie ;
- grand commandeur des royaumes d'Espagne[4].

Cette fonction disparait avec la réforme du grand maître Guillaume de Villaret qui crée les langues hospitalières par un décret capitulaire en 1301. Ces langues ont à leur tête, avec le titre de pilier, un chevalier élu par l'ensemble des chevaliers de la langue. Mais les fonctions des grands commandeurs sont reprises et partagées par les prieurs provinciaux. Le titre de grand commandeur revenant au pilier de la langue de Provence.